# Liriopsis
Liriopsis är ett släkte av kräftdjur som beskrevs av Max Schultze 1859. Enligt Catalogue of Life ingår Liriopsis i familjen Cryptoniscidae, men enligt Dyntaxa är tillhörigheten istället familjen Liriopsidae.
Kladogram enligt Catalogue of Life och Dyntaxa:
| Liriopsis | \| \| Liriopsis monophthalmus \| \| \| \| \| \| Liriopsis pygmaea \| \| \| \| |
|           | \| \| Liriopsis monophthalmus \| \| \| \| \| \| Liriopsis pygmaea \| \| \| \| |
|           | Cryptoniscus                                                                  |
|           |                                                                               |
|           | Danalia                                                                       |
|           |                                                                               |
|           | Enthylacus                                                                    |
|           |                                                                               |
|           | Eumetor                                                                       |
|           |                                                                               |
|           | Faba                                                                          |
|           |                                                                               |
|           | Perezina                                                                      |
|           |                                                                               |
|           | Zeuxokoma                                                                     |
|           |                                                                               |
|           | Liriopsis monophthalmus                                                       |
|           |                                                                               |
|           | Liriopsis pygmaea                                                             |
|           |                                                                               |

|  | Liriopsis monophthalmus |
|  |                         |
|  | Liriopsis pygmaea       |
|  |                         |